# Aleksandr Archangielski (kompozytor)
Aleksandr Andriejewicz Archangielski (ros. Алекса́ндр Андре́евич Арха́нгельский; ur. 11 października?/23 października 1846 we wsi Staroje Tiezinowo, zm. 16 listopada 1924 w Pradze) – rosyjski kompozytor oraz dyrygent. Zasłużony Artysta RFSRR (1921). Komponował utwory chóralne (religijne i świeckie). Był dyrygentem chóru arcybiskupiego w Penzie. W 1880 roku utworzył chór mieszany prezentujący rosyjskie pieśni ludowe oraz muzykę cerkiewną. Jego twórczość w zakresie muzyki duchownej obejmuje oryginalne utwory muzyczne oraz dzieła pochodzące z przekładów melodii kompozytorów początku XIX wieku. Jako kierownik chóru dokonał wiele zmian w praktyce wykonawczej śpiewów cerkiewnych (m.in. w 1884 roku wprowadził do chóru głosy żeńskie). W 1908 roku Archangielski był przewodniczącym pierwszego zjazdu dyrygentów w Moskwie. Zmarł w 1924 roku w Pradze. Został pochowany na Cmentarzu Tichwińskim w Petersburgu.

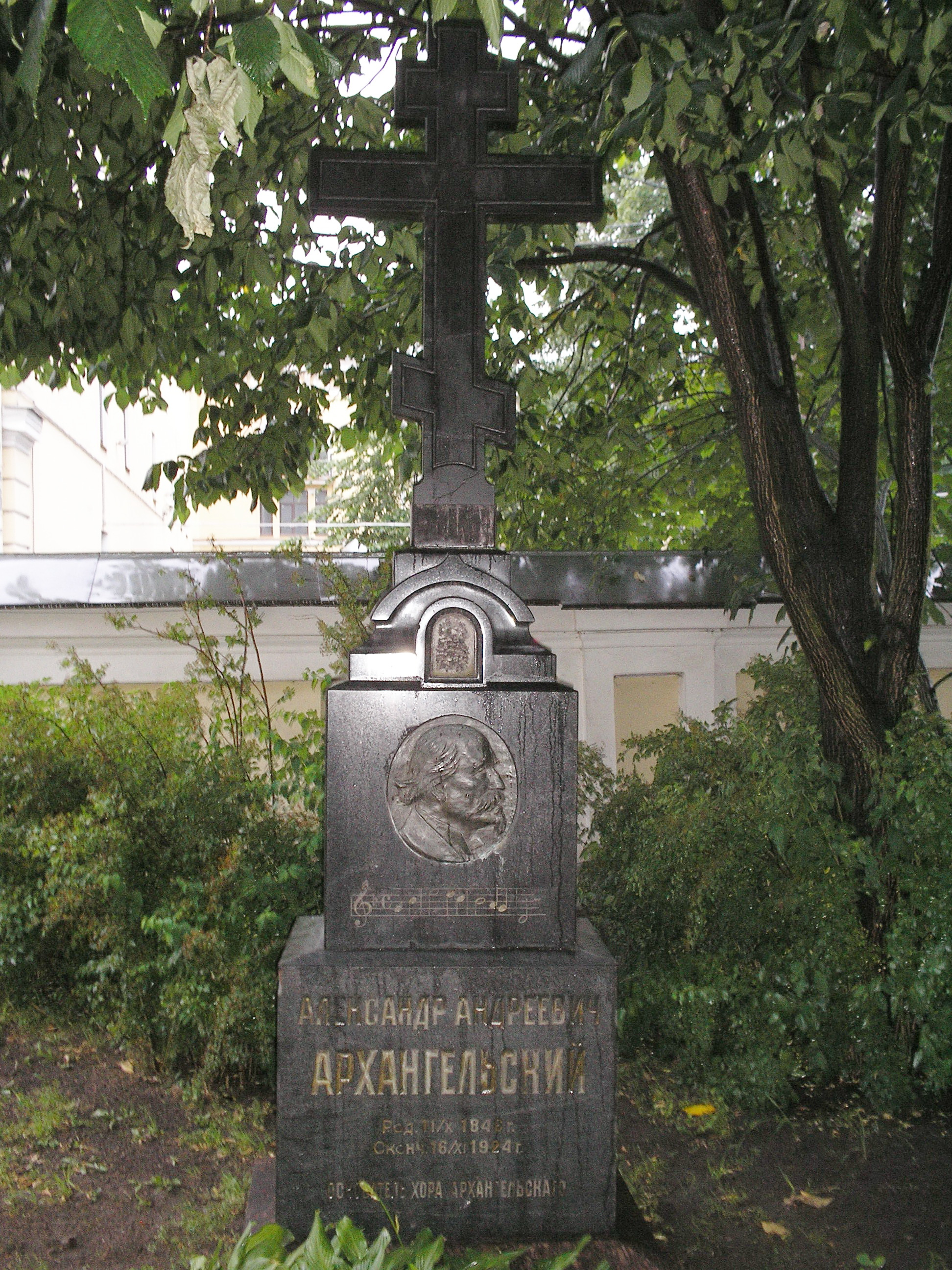
Grób Aleksandra Archangielskiego na Cmentarzu Tichwińskim w klasztorze Ławra Aleksandra Newskiego w Petersburgu